# 1699
Portal Geschichte | Portal Biografien | Aktuelle Ereignisse | Jahreskalender | Tagesartikel

◄ |
16. Jahrhundert |
17. Jahrhundert
| 18. Jahrhundert | ►

◄ |
1660er |
1670er |
1680er |
1690er
| 1700er | 1710er | 1720er | ►

◄◄ |
◄ |
1695 |
1696 |
1697 |
1698 |
1699
| 1700 | 1701 | 1702 | 1703 | ► | ►►
Staatsoberhäupter  · Nekrolog   · Musikjahr
| Januar | Januar | Januar | Januar | Januar | Januar | Januar | Januar |
| Kw     | Mo     | Di     | Mi     | Do     | Fr     | Sa     | So     |
| ------ | ------ | ------ | ------ | ------ | ------ | ------ | ------ |
| 1      |        |        |        | 1      | 2      | 3      | 4      |
| 2      | 5      | 6      | 7      | 8      | 9      | 10     | 11     |
| 3      | 12     | 13     | 14     | 15     | 16     | 17     | 18     |
| 4      | 19     | 20     | 21     | 22     | 23     | 24     | 25     |
| 5      | 26     | 27     | 28     | 29     | 30     | 31     |        |

| Februar | Februar | Februar | Februar | Februar | Februar | Februar | Februar |
| Kw      | Mo      | Di      | Mi      | Do      | Fr      | Sa      | So      |
| ------- | ------- | ------- | ------- | ------- | ------- | ------- | ------- |
| 5       |         |         |         |         |         |         | 1       |
| 6       | 2       | 3       | 4       | 5       | 6       | 7       | 8       |
| 7       | 9       | 10      | 11      | 12      | 13      | 14      | 15      |
| 8       | 16      | 17      | 18      | 19      | 20      | 21      | 22      |
| 9       | 23      | 24      | 25      | 26      | 27      | 28      |         |

| März | März | März | März | März | März | März | März |
| Kw   | Mo   | Di   | Mi   | Do   | Fr   | Sa   | So   |
| ---- | ---- | ---- | ---- | ---- | ---- | ---- | ---- |
| 9    |      |      |      |      |      |      | 1    |
| 10   | 2    | 3    | 4    | 5    | 6    | 7    | 8    |
| 11   | 9    | 10   | 11   | 12   | 13   | 14   | 15   |
| 12   | 16   | 17   | 18   | 19   | 20   | 21   | 22   |
| 13   | 23   | 24   | 25   | 26   | 27   | 28   | 29   |
| 14   | 30   | 31   |      |      |      |      |      |

| April | April | April | April | April | April | April | April |
| Kw    | Mo    | Di    | Mi    | Do    | Fr    | Sa    | So    |
| ----- | ----- | ----- | ----- | ----- | ----- | ----- | ----- |
| 14    |       |       | 1     | 2     | 3     | 4     | 5     |
| 15    | 6     | 7     | 8     | 9     | 10    | 11    | 12    |
| 16    | 13    | 14    | 15    | 16    | 17    | 18    | 19    |
| 17    | 20    | 21    | 22    | 23    | 24    | 25    | 26    |
| 18    | 27    | 28    | 29    | 30    |       |       |       |

| Mai | Mai | Mai | Mai | Mai | Mai | Mai | Mai |
| Kw  | Mo  | Di  | Mi  | Do  | Fr  | Sa  | So  |
| --- | --- | --- | --- | --- | --- | --- | --- |
| 18  |     |     |     |     | 1   | 2   | 3   |
| 19  | 4   | 5   | 6   | 7   | 8   | 9   | 10  |
| 20  | 11  | 12  | 13  | 14  | 15  | 16  | 17  |
| 21  | 18  | 19  | 20  | 21  | 22  | 23  | 24  |
| 22  | 25  | 26  | 27  | 28  | 29  | 30  | 31  |

| Juni | Juni | Juni | Juni | Juni | Juni | Juni | Juni |
| Kw   | Mo   | Di   | Mi   | Do   | Fr   | Sa   | So   |
| ---- | ---- | ---- | ---- | ---- | ---- | ---- | ---- |
| 23   | 1    | 2    | 3    | 4    | 5    | 6    | 7    |
| 24   | 8    | 9    | 10   | 11   | 12   | 13   | 14   |
| 25   | 15   | 16   | 17   | 18   | 19   | 20   | 21   |
| 26   | 22   | 23   | 24   | 25   | 26   | 27   | 28   |
| 27   | 29   | 30   |      |      |      |      |      |

| Juli | Juli | Juli | Juli | Juli | Juli | Juli | Juli |
| Kw   | Mo   | Di   | Mi   | Do   | Fr   | Sa   | So   |
| ---- | ---- | ---- | ---- | ---- | ---- | ---- | ---- |
| 27   |      |      | 1    | 2    | 3    | 4    | 5    |
| 28   | 6    | 7    | 8    | 9    | 10   | 11   | 12   |
| 29   | 13   | 14   | 15   | 16   | 17   | 18   | 19   |
| 30   | 20   | 21   | 22   | 23   | 24   | 25   | 26   |
| 31   | 27   | 28   | 29   | 30   | 31   |      |      |

| August | August | August | August | August | August | August | August |
| Kw     | Mo     | Di     | Mi     | Do     | Fr     | Sa     | So     |
| ------ | ------ | ------ | ------ | ------ | ------ | ------ | ------ |
| 31     |        |        |        |        |        | 1      | 2      |
| 32     | 3      | 4      | 5      | 6      | 7      | 8      | 9      |
| 33     | 10     | 11     | 12     | 13     | 14     | 15     | 16     |
| 34     | 17     | 18     | 19     | 20     | 21     | 22     | 23     |
| 35     | 24     | 25     | 26     | 27     | 28     | 29     | 30     |
| 36     | 31     |        |        |        |        |        |        |

| September | September | September | September | September | September | September | September |
| Kw        | Mo        | Di        | Mi        | Do        | Fr        | Sa        | So        |
| --------- | --------- | --------- | --------- | --------- | --------- | --------- | --------- |
| 36        |           | 1         | 2         | 3         | 4         | 5         | 6         |
| 37        | 7         | 8         | 9         | 10        | 11        | 12        | 13        |
| 38        | 14        | 15        | 16        | 17        | 18        | 19        | 20        |
| 39        | 21        | 22        | 23        | 24        | 25        | 26        | 27        |
| 40        | 28        | 29        | 30        |           |           |           |           |

| Oktober | Oktober | Oktober | Oktober | Oktober | Oktober | Oktober | Oktober |
| Kw      | Mo      | Di      | Mi      | Do      | Fr      | Sa      | So      |
| ------- | ------- | ------- | ------- | ------- | ------- | ------- | ------- |
| 40      |         |         |         | 1       | 2       | 3       | 4       |
| 41      | 5       | 6       | 7       | 8       | 9       | 10      | 11      |
| 42      | 12      | 13      | 14      | 15      | 16      | 17      | 18      |
| 43      | 19      | 20      | 21      | 22      | 23      | 24      | 25      |
| 44      | 26      | 27      | 28      | 29      | 30      | 31      |         |

| November | November | November | November | November | November | November | November |
| Kw       | Mo       | Di       | Mi       | Do       | Fr       | Sa       | So       |
| -------- | -------- | -------- | -------- | -------- | -------- | -------- | -------- |
| 44       |          |          |          |          |          |          | 1        |
| 45       | 2        | 3        | 4        | 5        | 6        | 7        | 8        |
| 46       | 9        | 10       | 11       | 12       | 13       | 14       | 15       |
| 47       | 16       | 17       | 18       | 19       | 20       | 21       | 22       |
| 48       | 23       | 24       | 25       | 26       | 27       | 28       | 29       |
| 49       | 30       |          |          |          |          |          |          |

| Dezember | Dezember | Dezember | Dezember | Dezember | Dezember | Dezember | Dezember |
| Kw       | Mo       | Di       | Mi       | Do       | Fr       | Sa       | So       |
| -------- | -------- | -------- | -------- | -------- | -------- | -------- | -------- |
| 49       |          | 1        | 2        | 3        | 4        | 5        | 6        |
| 50       | 7        | 8        | 9        | 10       | 11       | 12       | 13       |
| 51       | 14       | 15       | 16       | 17       | 18       | 19       | 20       |
| 52       | 21       | 22       | 23       | 24       | 25       | 26       | 27       |
| 53       | 28       | 29       | 30       | 31       |          |          |          |

| Januar | Januar | Januar | Januar | Januar | Januar | Januar | Januar |
| Kw     | Mo     | Di     | Mi     | Do     | Fr     | Sa     | So     |
| ------ | ------ | ------ | ------ | ------ | ------ | ------ | ------ |
| 1      |        |        |        | 1      | 2      | 3      | 4      |
| 2      | 5      | 6      | 7      | 8      | 9      | 10     | 11     |
| 3      | 12     | 13     | 14     | 15     | 16     | 17     | 18     |
| 4      | 19     | 20     | 21     | 22     | 23     | 24     | 25     |
| 5      | 26     | 27     | 28     | 29     | 30     | 31     |        |

| Februar | Februar | Februar | Februar | Februar | Februar | Februar | Februar |
| Kw      | Mo      | Di      | Mi      | Do      | Fr      | Sa      | So      |
| ------- | ------- | ------- | ------- | ------- | ------- | ------- | ------- |
| 5       |         |         |         |         |         |         | 1       |
| 6       | 2       | 3       | 4       | 5       | 6       | 7       | 8       |
| 7       | 9       | 10      | 11      | 12      | 13      | 14      | 15      |
| 8       | 16      | 17      | 18      | 19      | 20      | 21      | 22      |
| 9       | 23      | 24      | 25      | 26      | 27      | 28      |         |

| März | März | März | März | März | März | März | März |
| Kw   | Mo   | Di   | Mi   | Do   | Fr   | Sa   | So   |
| ---- | ---- | ---- | ---- | ---- | ---- | ---- | ---- |
| 9    |      |      |      |      |      |      | 1    |
| 10   | 2    | 3    | 4    | 5    | 6    | 7    | 8    |
| 11   | 9    | 10   | 11   | 12   | 13   | 14   | 15   |
| 12   | 16   | 17   | 18   | 19   | 20   | 21   | 22   |
| 13   | 23   | 24   | 25   | 26   | 27   | 28   | 29   |
| 14   | 30   | 31   |      |      |      |      |      |

| April | April | April | April | April | April | April | April |
| Kw    | Mo    | Di    | Mi    | Do    | Fr    | Sa    | So    |
| ----- | ----- | ----- | ----- | ----- | ----- | ----- | ----- |
| 14    |       |       | 1     | 2     | 3     | 4     | 5     |
| 15    | 6     | 7     | 8     | 9     | 10    | 11    | 12    |
| 16    | 13    | 14    | 15    | 16    | 17    | 18    | 19    |
| 17    | 20    | 21    | 22    | 23    | 24    | 25    | 26    |
| 18    | 27    | 28    | 29    | 30    |       |       |       |

| Mai | Mai | Mai | Mai | Mai | Mai | Mai | Mai |
| Kw  | Mo  | Di  | Mi  | Do  | Fr  | Sa  | So  |
| --- | --- | --- | --- | --- | --- | --- | --- |
| 18  |     |     |     |     | 1   | 2   | 3   |
| 19  | 4   | 5   | 6   | 7   | 8   | 9   | 10  |
| 20  | 11  | 12  | 13  | 14  | 15  | 16  | 17  |
| 21  | 18  | 19  | 20  | 21  | 22  | 23  | 24  |
| 22  | 25  | 26  | 27  | 28  | 29  | 30  | 31  |

| Juni | Juni | Juni | Juni | Juni | Juni | Juni | Juni |
| Kw   | Mo   | Di   | Mi   | Do   | Fr   | Sa   | So   |
| ---- | ---- | ---- | ---- | ---- | ---- | ---- | ---- |
| 23   | 1    | 2    | 3    | 4    | 5    | 6    | 7    |
| 24   | 8    | 9    | 10   | 11   | 12   | 13   | 14   |
| 25   | 15   | 16   | 17   | 18   | 19   | 20   | 21   |
| 26   | 22   | 23   | 24   | 25   | 26   | 27   | 28   |
| 27   | 29   | 30   |      |      |      |      |      |

| Juli | Juli | Juli | Juli | Juli | Juli | Juli | Juli |
| Kw   | Mo   | Di   | Mi   | Do   | Fr   | Sa   | So   |
| ---- | ---- | ---- | ---- | ---- | ---- | ---- | ---- |
| 27   |      |      | 1    | 2    | 3    | 4    | 5    |
| 28   | 6    | 7    | 8    | 9    | 10   | 11   | 12   |
| 29   | 13   | 14   | 15   | 16   | 17   | 18   | 19   |
| 30   | 20   | 21   | 22   | 23   | 24   | 25   | 26   |
| 31   | 27   | 28   | 29   | 30   | 31   |      |      |

| August | August | August | August | August | August | August | August |
| Kw     | Mo     | Di     | Mi     | Do     | Fr     | Sa     | So     |
| ------ | ------ | ------ | ------ | ------ | ------ | ------ | ------ |
| 31     |        |        |        |        |        | 1      | 2      |
| 32     | 3      | 4      | 5      | 6      | 7      | 8      | 9      |
| 33     | 10     | 11     | 12     | 13     | 14     | 15     | 16     |
| 34     | 17     | 18     | 19     | 20     | 21     | 22     | 23     |
| 35     | 24     | 25     | 26     | 27     | 28     | 29     | 30     |
| 36     | 31     |        |        |        |        |        |        |

| September | September | September | September | September | September | September | September |
| Kw        | Mo        | Di        | Mi        | Do        | Fr        | Sa        | So        |
| --------- | --------- | --------- | --------- | --------- | --------- | --------- | --------- |
| 36        |           | 1         | 2         | 3         | 4         | 5         | 6         |
| 37        | 7         | 8         | 9         | 10        | 11        | 12        | 13        |
| 38        | 14        | 15        | 16        | 17        | 18        | 19        | 20        |
| 39        | 21        | 22        | 23        | 24        | 25        | 26        | 27        |
| 40        | 28        | 29        | 30        |           |           |           |           |

| Oktober | Oktober | Oktober | Oktober | Oktober | Oktober | Oktober | Oktober |
| Kw      | Mo      | Di      | Mi      | Do      | Fr      | Sa      | So      |
| ------- | ------- | ------- | ------- | ------- | ------- | ------- | ------- |
| 40      |         |         |         | 1       | 2       | 3       | 4       |
| 41      | 5       | 6       | 7       | 8       | 9       | 10      | 11      |
| 42      | 12      | 13      | 14      | 15      | 16      | 17      | 18      |
| 43      | 19      | 20      | 21      | 22      | 23      | 24      | 25      |
| 44      | 26      | 27      | 28      | 29      | 30      | 31      |         |

| November | November | November | November | November | November | November | November |
| Kw       | Mo       | Di       | Mi       | Do       | Fr       | Sa       | So       |
| -------- | -------- | -------- | -------- | -------- | -------- | -------- | -------- |
| 44       |          |          |          |          |          |          | 1        |
| 45       | 2        | 3        | 4        | 5        | 6        | 7        | 8        |
| 46       | 9        | 10       | 11       | 12       | 13       | 14       | 15       |
| 47       | 16       | 17       | 18       | 19       | 20       | 21       | 22       |
| 48       | 23       | 24       | 25       | 26       | 27       | 28       | 29       |
| 49       | 30       |          |          |          |          |          |          |

| Dezember | Dezember | Dezember | Dezember | Dezember | Dezember | Dezember | Dezember |
| Kw       | Mo       | Di       | Mi       | Do       | Fr       | Sa       | So       |
| -------- | -------- | -------- | -------- | -------- | -------- | -------- | -------- |
| 49       |          | 1        | 2        | 3        | 4        | 5        | 6        |
| 50       | 7        | 8        | 9        | 10       | 11       | 12       | 13       |
| 51       | 14       | 15       | 16       | 17       | 18       | 19       | 20       |
| 52       | 21       | 22       | 23       | 24       | 25       | 26       | 27       |
| 53       | 28       | 29       | 30       | 31       |          |          |          |

## Ereignisse

### Politik und Weltgeschehen

#### Großer Türkenkrieg
- 26. Januar: Der Friede von Karlowitz beendet den Großen Türkenkrieg zwischen Österreich, Polen, Venedig und dem osmanischen Sultan Mustafa II.; Österreich werden große Teile Slawoniens und Kroatiens zugesprochen, Podolien geht zurück an Polen. Siebenbürgen mit dem sogenannten Partium wird mit Ungarn wiedervereint, das den Habsburgern zuerkannt wird, Venedig erhält den Peloponnes. Bis auf das Banat sind damit alle osmanischen Eroberungen des 16. Jahrhunderts wieder verloren. Habsburg wird mit dem Friedensschluss zu einer europäischen Großmacht.

#### Großer Nordischer Krieg

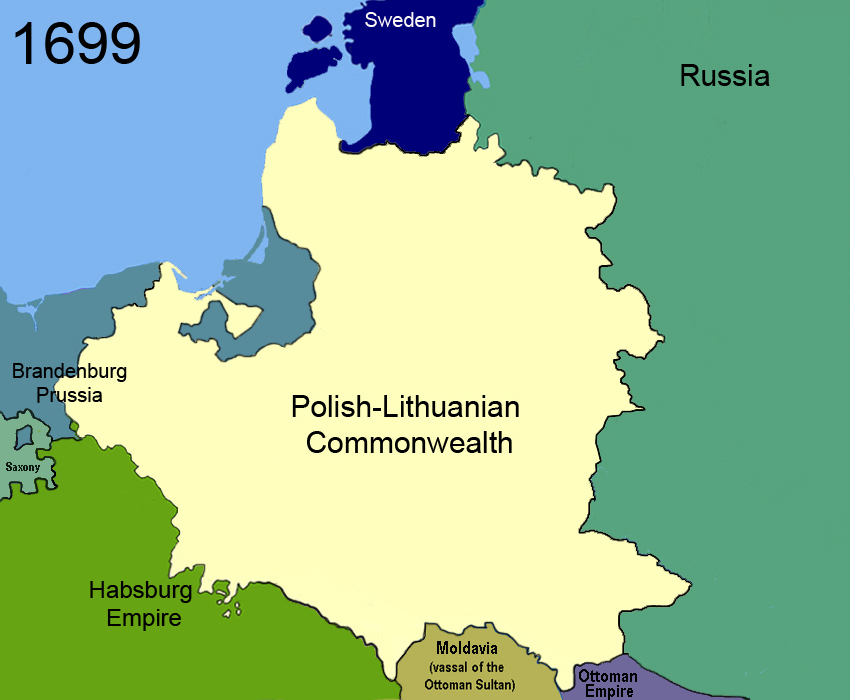
Polen und seine Nachbarn 1699

- 25. August: Nach dem Tod seines Vaters Christian V. wird Friedrich IV. König von Dänemark und Norwegen.
- 25. September: Dänemark und Kursachsen schließen den Vertrag von Dresden. Das Offensiv- und Defensivbündnis wird zwischen dem dänischen Unterhändler Christian Detlev von Reventlow und dem sächsischen Generalleutnant Jacob Heinrich von Flemming unterzeichnet.
- August II. von Polen verbündet sich mit Dänemark und Russland gegen Karl XII. von Schweden.
- 21. November: Im Vertrag von Preobraschenskoje tritt Zar Peter I. dem Bündnis bei, das in geheimen Verhandlungen Johann Reinhold von Patkul für Polen gegen Schweden schmiedet. Der Große Nordische Krieg gewinnt an Kontur.

#### Weitere Ereignisse in Europa
- 6. Februar: Der Tod des bayerischen Kurprinzen Joseph Ferdinand von Bayern, der den spanischen Thron erben sollte, löst erneut Unsicherheit bezüglich der spanischen Thronfolge nach dem Tod Karls II. von Spanien aus. Der Konflikt führt schließlich zum Spanischen Erbfolgekrieg.
- 24. Juli: Von Johann Philipp von Isenburg-Offenbach aufgenommene hugenottische Glaubensflüchtlinge aus Frankreich gründen Neu-Isenburg.
- Johann Adam I. Andreas aus dem Haus Liechtenstein erwirbt die Herrschaft Schellenberg für 115.000 Gulden von den Herren von Hohenems.

#### Amerika
- Auf dem Gebiet des heutigen Louisiana entsteht mit dem vom französischen Entdecker Pierre Le Moyne d’Iberville gegründeten Fort Maurepas die erste dauerhafte französische Siedlung, aus der sich später die Stadt Biloxi entwickelt. Erster Gouverneur der Kolonie Louisiana wird Sauvole de la Villantry. Mit seinem Amtsantritt tritt unter anderem der Code Noir in Kraft. Er gilt hier, bis Frankreich die Kolonie 1763 aufgeben muss.

#### Asien
- Bengalen wird von den Engländern erobert.

### Wirtschaft
- Das Herrschaftliche Bräuhaus in Rothenburg ob der Tauber wird eröffnet.

### Wissenschaft und Technik
- Isaac Newton entwickelt einen Sextanten, den er 1700 der Royal Society vorstellt.

### Kultur
- 18. Januar: Uraufführung der Oper La fede pubblica von Giovanni Bononcini an der Hofburg in Wien
- 16. Februar: Uraufführung der Oper Hercules und Hebe von Reinhard Keiser am Theater am Gänsemarkt in Hamburg

### Religion

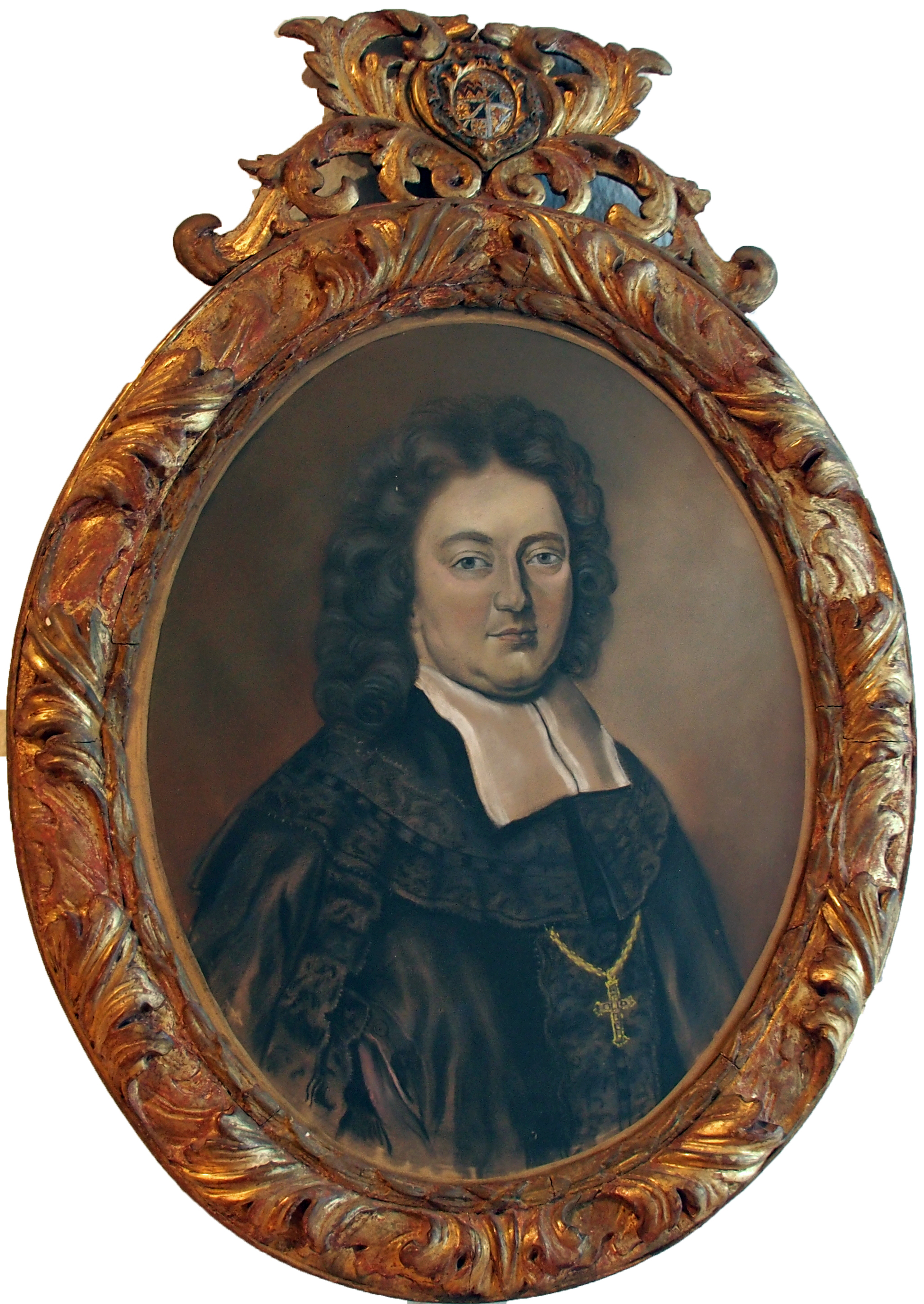
Johann Philipp von Greiffenclau

- 9. Februar: Johann Philipp von Greiffenclau zu Vollraths wird vom Würzburger Domkapitel gegen den von Wien unterstützten Kandidaten Lothar Franz von Schönborn zum Fürstbischof von Würzburg gewählt. Er folgt dem im Vorjahr verstorbenen Johann Gottfried von Guttenberg. Nachdem die Wahl von Papst Innozenz XII. am 1. Juni offiziell bestätigt worden ist, empfängt Johann Philipp am 5. Juni die Bischofsweihe im Würzburger Dom.
- Der Theologe Gottfried Arnold veröffentlicht sein Hauptwerk, die Unparteyische Kirchen- und Ketzerhistorie.

### Katastrophen
- Jakarta wird durch ein Erdbeben zerstört.

## Geboren

### Januar bis April
- 02. Januar: Osman III., Sultan des Osmanischen Reichs († 1757)
- 11. Januar: Christian Gottlieb Kluge der Ältere, deutscher evangelischer Theologe († 1759)
- 14. Januar: Jakob Adlung, deutscher Organist, Komponist, Musikschriftsteller und Instrumentenbauer († 1762)
- 16. Januar: Franz Christoph Anton von Hohenzollern-Sigmaringen, Domherr verschiedener Domkapitel und kurkölnischer Premierminister († 1767)
- 22. Januar: Joseph Ignaz Philipp von Hessen-Darmstadt, Fürstbischof von Augsburg († 1768)
- 04. Februar: Friedrich Wilhelm von Brühl, kursächsischer und polnischer Geheimer Rat, Landeshauptmann von Thüringen († 1760)
- 09. Februar: Étienne Jeaurat, französischer Maler und Kupferstecher († 1789)
- 11. Februar: Bertrand François Mahé de La Bourdonnais, französischer Admiral († 1753)
- 13. Februar: Johann Christian Seidel, deutscher evangelischer Theologe und Astronom († 1773)
- 17. Februar: Georg Wenzeslaus von Knobelsdorff, preußischer Soldat, Architekt, Maler, Theaterintendant, Landschaftsgestalter und Innendekorateur († 1753)
- 24. Februar: Rahel Louise von Hoym, Großgrundbesitzerin im Kurfürstentum Sachsen († 1764)
- 12. März: Franz Christoph Nagel, deutscher Baumeister des Barocks († 1764)
- 22. März: Johann Georg von Langen, deutscher Forst- und Oberjägermeister, norwegischer Generalforstmeister († 1776)
- 23. März: John Bartram, britisch-amerikanischer Botaniker († 1777)
- 25. März: Johann Adolph Hasse, deutscher Komponist († 1783)
- 27. März: Wigand Kahler, deutscher evangelischer Theologe und Mathematiker († 1747)
- 30. März: Johann Michael Breunig, deutscher Komponist († 1755)
- 31. März: Françoise-Louise de Warens, französische Adelige und Bezugsperson von Jean-Jacques Rousseau († 1762)
- 04. April: Marija Andrejewna Rumjanzewa, Oberhofmeisterin und Mätresse des russischen Zaren Peter I. († 1788)
- 13. April: Joseph, Fürst zu Fürstenberg, kaiserlicher Prinzipalkommissar am Reichstag zu Regensburg († 1762)
- 13. April: Alexander Ross, schottischer Dichter († 1784)
- 23. April: Elizabeth Blackwell, schottische Zeichnerin, Kupferstecherin und Illustratorin († 1758)
- 23. April: Gottfried Geyser, deutscher lutherischer Theologe († 1764)
- 24. April: Friedrich III., Herzog von Sachsen-Gotha-Altenburg († 1772)
- 27. April: Albrecht Wolfgang, Graf zu Schaumburg-Lippe, Militär und Heerführer († 1748)

### Mai bis August
- 04. Mai: Georg Ludwig Avenarius, thüringischer Jurist und preußischer Resident († 1775)
- 09. Mai: Gregorio Mayans y Siscar, spanischer Jurist, Historiker, Philologe, Romanist und Hispanist († 1781)

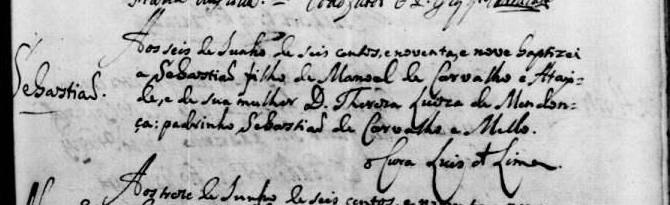
Die Taufurkunde von Sebastião José de Carvalho e Melo

- 13. Mai: Sebastião José de Carvalho e Melo, Marquês de Pombal, portugiesischer Adeliger und Staatsmann, Erster Minister Portugals († 1782)
- 14. Mai: Hans Joachim von Zieten, preußischer General und enger Vertrauter Friedrichs des Großen († 1786)
- 25. Mai: Anna Leszczyńska, polnische Prinzessin († 1717)
- 26. Mai: Nikita Jurjewitsch Trubezkoi, russischer Staatsmann, Generalprokureur und Feldmarschall († 1767)
- 27. Mai: Giovanni Antonio Guardi, italienischer Maler († 1760)
- 02. Juni: Marie Thérèse Rodet Geoffrin, französische Autorin und Salonnière († 1777)
- 03. Juni: Benedetto Alfieri, italienischer Baumeister († 1767)
- 16. Juni: Alamgir II., Großmogul von Indien († 1759)
- 17. Juni: François-Alexandre Aubert de La Chenaye-Desbois, französischer Schriftsteller und Kompilator († 1784)
- 08. Juli: Christian Ernst Hanßelmann, deutscher Archivar und Archäologe († 1776)
- 21. Juli: Heinrich XXIX., Graf Reuß zu Ebersdorf († 1747)
- 27. Juli: Friederike, württembergische Prinzessin († 1781)
- 05. August: Ferdinand Maria Innozenz von Bayern, bayerischer Prinz und kaiserlicher Generalfeldmarschall († 1738)
- 10. August: Christoph Gottlieb Schröter, deutscher Komponist († 1782)
- 23. August: Charles Étienne Louis Camus, französischer Mathematiker und Physiker († 1768)

### September bis Dezember
- 29. September: Charles Calvert, 5. Baron Baltimore, Lord Proprietor der englischen Kolonie  Maryland († 1751)
- 03. Oktober: Moritz Ulrich I., Graf und Herr zu Putbus, Freiherr zu Einsidelsborg, Kjørup und Boldewitz sowie Präsident des Wismarer Tribunals († 1769)
- 16. Oktober: Johann Gottfried Tympe, deutscher orientalischer Philologe und evangelischer Theologe († 1768)
- 02. November: Jean Siméon Chardin, französischer Maler († 1779)
- 11. November: Natalja Fjodorowna Lopuchina, baltische Gouverneurstochter am russischen Hof († 1763)
- 11. November: Emo Lucius Vriemoet, deutscher reformierter Theologe und Orientalist († 1760)
- 18. November: Leonard Offerhaus, deutscher Historiker in den Niederlanden († 1779)
- 25. November: Pierre Subleyras, französischer Maler († 1749)
- 10. Dezember: Bernhard Friedrich von Ahlimb, preußischer Oberst und Kommandeur der Garnison in Magdeburg († 1757)
- 10. Dezember: Christian VI., König von Dänemark und Norwegen, Herzog von Schleswig und Holstein sowie Graf von Oldenburg und Delmenhorst († 1746)
- 29. Dezember: Friedrich Ludwig Abresch, niederländischer Philologe († 1782)

### Genaues Geburtsdatum unbekannt
- Andreas Adam, kursächsischer Landbauschreiber und Hofmaurermeister († 1746)
- Anna Maria Antonie, Fürstin von Liechtenstein († 1753)
- Diego d’Aguilar, marranischer Finanzier und Hofjude in Wien († 1759)
- Sanctus Seraphin, italienischer Geigenbauer († 1776)
- Yohannes II., negus negest von Äthiopien († 1769)

## Gestorben

### Erstes Halbjahr
- 03. Januar: Mattia Preti, italienischer Maler und Ordensritter der Malteser (* 1613)
- 06. Januar: Samuel Andreae, deutscher reformierter Theologe (* 1640)
- 01. Februar: Charlotte Johanna von Waldeck-Wildungen, Herzogin von Sachsen-Coburg-Saalfeld (* 1664)
- 06. Februar: Joseph Ferdinand, Kurprinz von Bayern und Fürst von Asturien, designierter spanischer Thronfolger (* 1692)
- 16. Februar: Jean-Baptiste Monnoyer, französischer Maler, Zeichner und Kupferstecher (*  1636)
- 27. Februar: Franz Ulrich Graf Kinsky, böhmisch-österreichischer Diplomat und Staatsmann (* 1634)
- 12. März: François Le Fort, Schweizer Vertrauter des Zaren Peter I., Reorganisator der russischen Streitkräfte und erster russischer Admiral (* 1656)
- 22. März: Peder Schumacher Griffenfeld, dänischer Staatsmann und Reichskanzler deutscher Herkunft (* 1635)
- 23. März: Martin Knorre, deutscher Mathematiker (* 1657)
- 03. April: Georg Götze, deutscher lutherischer Theologe (* 1633)
- 06. April: Vincent Placcius, deutscher Jurist, Bibliothekar, Pädagoge, Philosoph und Schriftsteller (* 1642)
- 11. April: Friedrich Christian Bressand, deutscher Dichter und Opernlibrettist (* um 1670)
- 14. April: Jean Charles de Watteville, Militär in spanischen Diensten (* 1628)

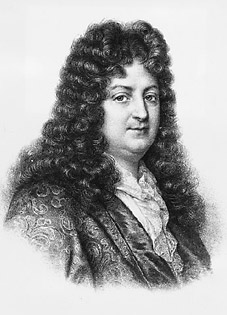
Jean Racine

- 21. April: Jean Racine, französischer Dramatiker (* 1639)
- 22. April: Hans Aßmann Freiherr von Abschatz, schlesischer Lyriker und Übersetzer (* 1646)
- 25. April: Johann Elemann Röver, deutscher evangelischer Geistlicher und Lehrer (* 1653)
- 29. April: Samuel Apostool, niederländischer Mediziner und mennonitischer Prediger (* 1638)
- 02. Mai: Wilhelm von Fürstenberg, Dompropst in Münster und Paderborn, Domdechant in Salzburg (* 1623)
- 12. Mai: Lucas Achtschellinck, flämischer Landschaftsmaler (* 1626)
- 16. Mai: Christine Charlotte von Württemberg, Regentin von Ostfriesland (* 1645)
- 23. Mai: Nikol List, deutscher Räuberhauptmann (* 1656)
- 23. Mai: Scheikh Yusuf, indonesischer Muslim und Kämpfer gegen die niederländische Kolonialherrschaft (* 1626)
- 01. Juni: Georg II., Herzog von Württemberg-Mömpelgard (* 1626)
- 01. Juni: Jean Rousseau, französischer Gambist und Musiktheoretiker (* 1644)
- 02. Juni: Heinrich Friedrich, Graf zu Hohenlohe-Langenburg (* 1625)
- 22. Juni: Josiah Child, englischer Kaufmann, Ökonom und Merkantilist (* 1630)

### Zweites Halbjahr
- 01. Juli: Tokugawa Tsunanari, 3. Daimyō von Owari (* 1652)
- 03. Juli: Christoph Carl von Boxberg, sächsischer Bergrat (* 1629)
- 03. Juli: Johann Just Winckelmann, deutscher Schriftsteller (* 1620)
- 11. Juli: Caspar Aman, bayerischer Hofkontrollor am kaiserlichen Hof in Wien (* 1616)
- 16. Juli: Hortensia Mancini, französische Adelige, Mazarinette, Mätresse des englischen Königs Charles II., Gräfin von Mazarin (* 1646)
- 04. August: Marie Sophie von der Pfalz, Königin von Portugal (* 1666)
- 06. August: Albrecht, Herzog von Sachsen-Coburg (* 1648)
- 07. August: Antoine Legrand, niederländischer katholischer Mönch, Philosoph, Theologe und Missionar (* 1629)
- 11. August: Friedrich Rudolph Ludwig von Canitz, brandenburgisch-preußischer Diplomat und Dichter (* 1654)
- 13. August: Marco d’Aviano, italienischer Kapuziner, Seliger der katholischen Kirche (* 1631)
- 25. August: Christian V., König von Dänemark und Norwegen (* 1646)
- 04. September: Reichardt Fux, österreichischer Steinmetz (* 1654)
- 06. September: Shikano Buzaemon, japanischer Rakugo-Meister (* 1649)
- 08. September: Gottfried Wilhelm Sacer, deutscher Dichter, Satiriker und Poetiker (* 1635)
- 17. September: August, Herzog von Schleswig-Holstein-Sonderburg-Norburg-Plön (* 1635)
- 03. Oktober: Nikolaus Alard, deutscher lutherischer Theologe (* 1644)
- 14. Oktober: Claude Bourdelin, französischer Chemiker und Apotheker (* 1621)
- 17. November: Elisabeth Wilhelmina von Büren, Äbtissin im Stift Nottuln
- 27. November: Wilhelm Karges, deutscher Organist und Komponist (* 1613/1614)
- 27. November: Damian Stachowicz, polnischer Komponist (* 1658)
- 07. Dezember: Sigmund von Erlach, General in der Alten Eidgenossenschaft (* 1614)
- 17. Dezember: Johann Franz Desideratus, Fürst zu Nassau, Graf zu Katzenelnbogen, Vianden und Diez, Baron zu Beilstein und Ronse (* 1627)
- 30. Dezember: Pierre Robert, französischer Komponist und Kapellmeister (* um 1618)

### Genaues Todesdatum unbekannt
- Mary Beale, englische Malerin (* um 1633)
- Samuel Blesendorf, deutscher Miniaturporträtist, Zeichner, Kupferstecher, Emaillemaler und Goldschmied (* 1633)
- Anne Halkett, englische Schriftstellerin (* um 1623)
- Tüsiyetü Khan Cachundordsch, Khan der Khalka-Mongolen